# Серпокрилка березова
Серпокрилка березова (Drepana falcataria) — вид метеликів родини серпокрилок (Drepanidae).

## Поширення
Вид поширений в Європі та Сибіру. Присутній у фауні України. Трапляється у вологих листяних та змішаних лісах, парках та садах, лісосмугах.

## Опис
Розмах крил 27-35 мм. Крила від світло-бежевого до жовто-коричневого забарвлення, з декількома темними хвилястими лініями. Передні крила загнуті до заду. Від низу крила до вершини лежить коричнева лінія, а в середині крила є три чорно-сірих плями.

♂
♂ △
♀
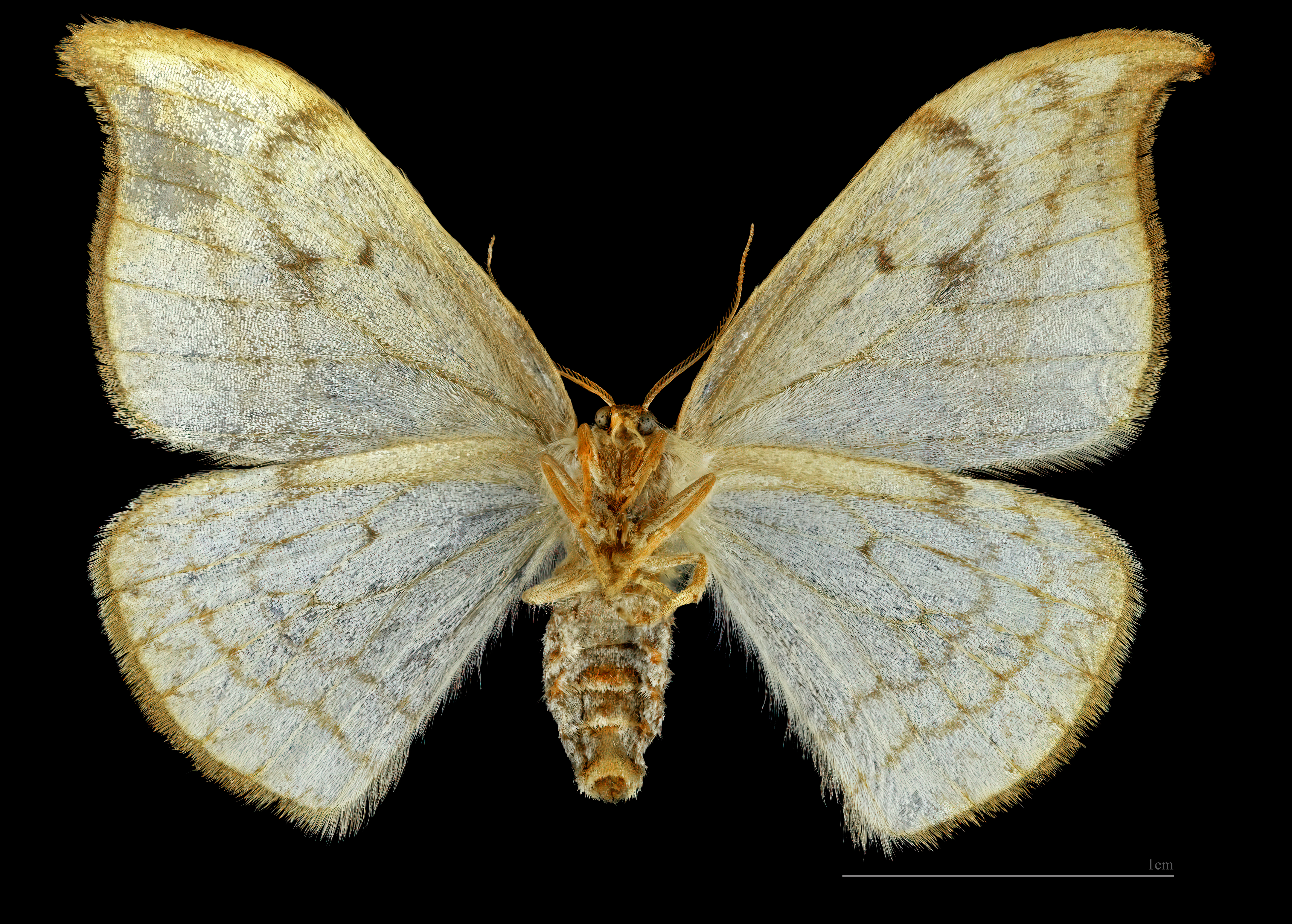
♀ △

Гусениця зверху червонувато-коричнева, внизу блідо-зелена, на початку кожного кільця є темна риска. Лялечка бура, в довгастому коконі.

## Спосіб життя
Є два покоління на рік. Імаго літають з травня по червень та вдруге у серпні. Активні вночі. Гусениці живляться листям берези, рідше вільхи.